# Koevoet (gereedschap)

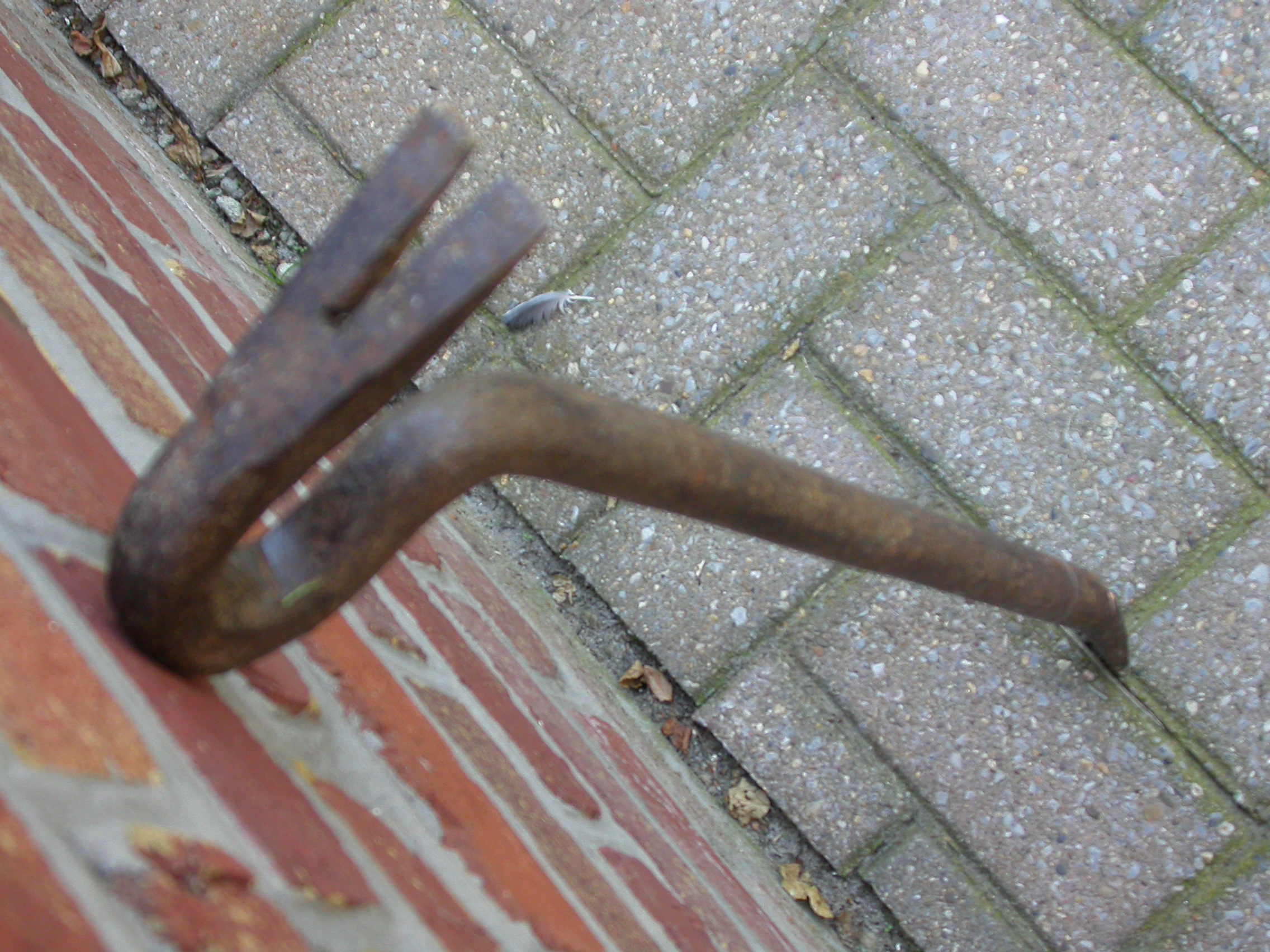
de 'koe-voet'

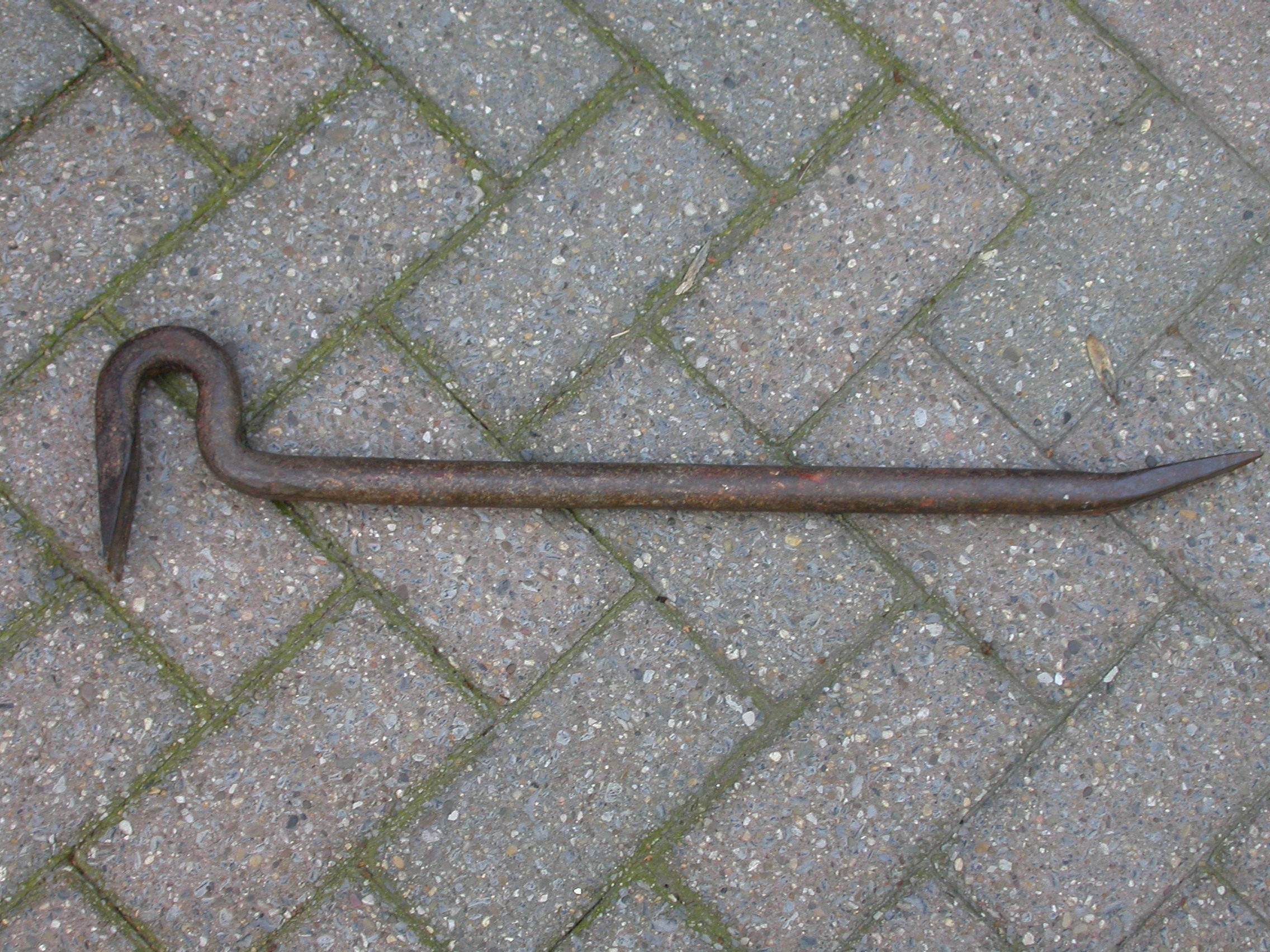
zijaanzicht koevoet

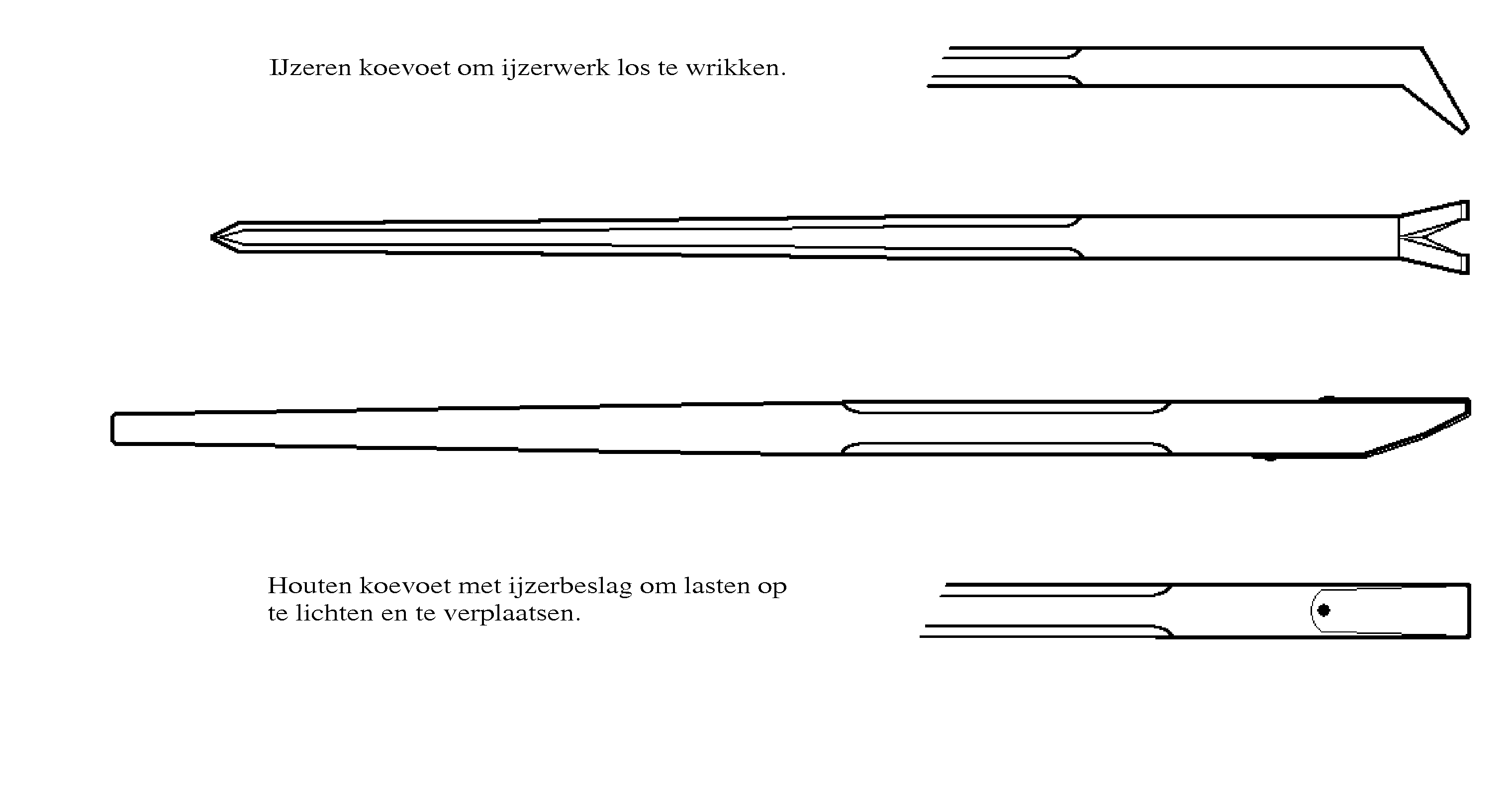
koevoeten, ijzer en hout, eind 18e eeuw

Een koevoet of breekijzer is een langwerpig stuk gereedschap gebruikt om zaken open te wrikken.
Het ene eind van het gereedschap (de voet genaamd), loopt uit in een splitsing, gelijkend op de poot van een koe. Het is om die reden dat het stuk gereedschap koevoet genoemd wordt.

## Gebruik
Het gereedschap werkt middels het toepassen van de hefboom-techniek; de voet wordt tussen twee zaken geplaatst, waarna er door het uitoefenen van kracht op het andere uiteinde van het gereedschap, gewrikt wordt om de twee zaken van elkaar te verwijderen of een opening te creëren.
Een ander gebruik is het oplichten en met kleine stukjes verplaatsen van zware lasten, vooral bij het ontbreken van moderne mechanische hulpmiddelen vóór de industriële revolutie.
Met het gespleten deel kunnen spijkers en schroeven uitgetrokken worden, zoals met een klauwhamer.

## Bekendheid
De koevoet heeft vooral bekendheid verworven als instrument om inbraken te plegen. Veelvuldig worden dieven karikaturaal voorgesteld met een zak (om de buit in te stoppen) en een koevoet in de hand. Maar het wordt ook veel gebruikt om straten open te breken.